# Severo Catalina
Severo Catalina del Amo (Cuenca, Espanha, 1832 - Madrid, Espanha, 1871) foi um escritor espanhol. 